# Сетевые сервисы
Взаимодействие компьютеров между собой, а также с другим активным сетевым оборудованием, в TCP/IP-сетях организовано на основе использования сетевых служб, которые обеспечиваются специальными процессами сетевой операционной системы (ОС) — демонами в UNIX-подобных ОС, службами в ОС семейства Windows и т. п. Примерами сетевых сервисов являются веб-серверы (в т.ч. сайты всемирной паутины), электронная почта, FTP-серверы для обмена файлами, приложения IP-телефонии и многое другое.

## Сокеты, соединения
Специальные процессы операционной системы (демоны, службы) создают «слушающий» сокет и «привязывают» его к определённому порту (пассивное открытие соединения), обеспечивая тем самым возможность другим компьютерам обратиться к данной службе. Клиентская программа или процесс создаёт запрос на открытие сокета с указанием IP-адреса и порта сервера, в результате чего устанавливается соединение, позволяющее взаимодействовать двум компьютерам с использованием соответствующего сетевого протокола прикладного уровня.

## Номера портов
Номер порта для «привязки» службы выбирается в зависимости от его функционального назначения. За присвоение номеров портов определённым сетевым службам отвечает IANA. Номера портов находятся в диапазоне 0—65535 и разделены на 3 категории:
| Номера портов | Категория                | Описание |
| ------------- | ------------------------ | --- |
| 0—1023        | Общеизвестные порты      | Номера портов назначены IANA и на большинстве систем могут быть использованы исключительно процессами системы (или пользователя root) или прикладными программами, запущенными привилегированными пользователями. Не должны использоваться без регистрации IANA. Процедура регистрации определена в разделе 19.9 RFC 4340 (англ.). |
| 1024—49151    | Зарегистрированные порты | Номера портов включены в каталог IANA и на большинстве систем могут быть использованы процессами обычных пользователей или программами, запущенными обычными пользователями. Не должны использоваться без регистрации IANA. Процедура регистрации определена в разделе 19.9 RFC 4340.                                              |
| 49152—65535   | Динамические порты       | Предназначены для временного использования (например, для тестирования приложений до регистрации IANA), а также в качестве клиентских (используемых для частных служб внутри закрытых сетей). Эти порты не могут быть зарегистрированы.                                                                                            |

### История регулирования соответствия
Вопросы унификации соответствия сетевых служб номерам сокетов (портов) поднимались в RFC 322 и RFC 349, первые попытки регулирования были предприняты Джоном Постелом в RFC 433 и RFC 503.
В марте 1990 года (см. RFC 1060) функция регулирования соответствия сетевых служб номерам портов была передана специальной организации — IANA, которая актуализировала список соответствия выпуском документов RFC «Assigned Numbers» (под номерами 739, 750, 755, 758, 762, 770, 776, 790, 820, 870, 900, 923, 943, 960, 990, 1010, 1060, 1340, 1700). Значительную часть этих документов готовил Джон Постел.
С января 2002 года (см. RFC 3232) IANA публикует актуальный список соответствия на своём сайте (без закрепления в RFC): http://www.iana.org/assignments/port-numbers.

### Локальная копия списка
Локальная копия списка входит в установочный пакет сетевых операционных систем. Файл локальной копии списка обычно называется services и в различных операционных системах «лежит» в разных местах:
Windows 98/ME
C:\Windows\services
Windows NT/XP
C:\Windows\system32\drivers\etc\services
UNIX-подобные ОС
/etc/services

## Состояние сетевых служб операционной системы
В большинстве операционных систем можно посмотреть состояние сетевых служб при помощи команды (утилиты)
netstat -an
В ОС семейства Windows результат работы этой команды выглядит примерно так:
```
Активные подключения
 Имя    Локальный адрес        Внешний адрес          Состояние
 TCP    0.0.0.0:135            0.0.0.0:0              LISTENING
 TCP    0.0.0.0:445            0.0.0.0:0              LISTENING
 TCP    127.0.0.1:1026         0.0.0.0:0              LISTENING
 TCP    127.0.0.1:12025        0.0.0.0:0              LISTENING
 TCP    127.0.0.1:12080        0.0.0.0:0              LISTENING
 TCP    127.0.0.1:12110        0.0.0.0:0              LISTENING
 TCP    127.0.0.1:12119        0.0.0.0:0              LISTENING
 TCP    127.0.0.1:12143        0.0.0.0:0              LISTENING
 TCP    192.168.0.16:139       0.0.0.0:0              LISTENING
 TCP    192.168.0.16:1572      213.180.204.20:80      CLOSE_WAIT
 TCP    192.168.0.16:1573      213.180.204.35:80      ESTABLISHED
 UDP    0.0.0.0:445            *:*
 UDP    0.0.0.0:500            *:*
 UDP    0.0.0.0:1025           *:*
 UDP    0.0.0.0:1056           *:*
 UDP    0.0.0.0:1057           *:*
 UDP    0.0.0.0:1066           *:*
 UDP    0.0.0.0:4500           *:*
 UDP    127.0.0.1:123          *:*
 UDP    127.0.0.1:1900         *:*
 UDP    192.168.0.16:123       *:*
 UDP    192.168.0.16:137       *:*
 UDP    192.168.0.16:138       *:*
 UDP    192.168.0.16:1900      *:*
```

В UNIX-подобных ОС результат работы команды netstat -an имеет примерно такой вид:
```
Active Internet connections (servers and established)
Proto Recv-Q Send-Q Local Address           Foreign Address         State      
tcp        0      0 0.0.0.0:37              0.0.0.0:*               LISTEN      
tcp        0      0 0.0.0.0:199             0.0.0.0:*               LISTEN      
tcp        0      0 0.0.0.0:2601            0.0.0.0:*               LISTEN      
tcp        0      0 0.0.0.0:3306            0.0.0.0:*               LISTEN      
tcp        0      0 0.0.0.0:2604            0.0.0.0:*               LISTEN      
tcp        0      0 0.0.0.0:2605            0.0.0.0:*               LISTEN      
tcp        0      0 0.0.0.0:13              0.0.0.0:*               LISTEN      
tcp        0      0 0.0.0.0:179             0.0.0.0:*               LISTEN      
tcp        0      0 0.0.0.0:21              0.0.0.0:*               LISTEN      
tcp        0      0 0.0.0.0:22              0.0.0.0:*               LISTEN      
tcp        0      0 0.0.0.0:1723            0.0.0.0:*               LISTEN      
tcp        0      0 10.0.0.254:1723         10.0.0.243:2441         ESTABLISHED 
tcp        0      0 192.168.19.34:179       192.168.19.33:33793     ESTABLISHED 
tcp        1      0 192.168.18.250:37       192.168.18.243:3723     CLOSE_WAIT  
tcp        0      0 10.0.0.254:1723         10.0.0.218:1066         ESTABLISHED 
tcp        1      0 192.168.18.250:37       192.168.18.243:2371     CLOSE_WAIT  
tcp        0      0 10.0.0.254:1723         10.0.0.201:4346         ESTABLISHED 
tcp        0      0 10.0.0.254:1723         10.0.0.30:2965          ESTABLISHED 
tcp        0     48 192.168.19.34:22        192.168.18.18:43645     ESTABLISHED 
tcp        0      0 10.0.0.254:38562        10.0.0.243:22           ESTABLISHED 
tcp        0      0 10.50.1.254:1723        10.50.1.2:57355         ESTABLISHED 
tcp        0      0 10.50.0.254:1723        10.50.0.174:1090        ESTABLISHED 
tcp        0      0 192.168.10.254:1723     192.168.13.104:65535    ESTABLISHED 
tcp        0      0 10.0.0.254:1723         10.0.0.144:65535        ESTABLISHED 
tcp        0      0 10.0.0.254:1723         10.0.0.169:2607         ESTABLISHED 
tcp        0      0 10.0.0.254:1723         10.0.0.205:1034         ESTABLISHED 
udp        0      0 0.0.0.0:1812            0.0.0.0:*                           
udp        0      0 0.0.0.0:1813            0.0.0.0:*                           
udp        0      0 0.0.0.0:161             0.0.0.0:*                           
udp        0      0 0.0.0.0:323             0.0.0.0:*                           
udp        0      0 0.0.0.0:123             0.0.0.0:*                           
raw        0      0 192.168.10.254:47       192.168.13.104:*        1           
raw        0      0 10.0.0.254:47           10.0.0.120:*            1           
raw        0      0 10.10.204.20:47         10.10.16.110:*          1           
raw        0      0 192.168.10.254:47       192.168.11.72:*         1           
raw        0      0 10.0.0.254:47           10.0.0.144:*            1           
raw        0      0 10.0.0.254:47           10.0.0.205:*            1           
raw        0      0 10.50.0.254:47          10.50.0.174:*           1           
raw        0      0 10.0.0.254:47           10.0.0.170:*            1           
raw        0      0 10.0.0.254:47           10.0.0.179:*            1
```

Состояние (State) LISTEN (LISTENING) показывает пассивно открытые соединения («слушающие» сокеты). Именно они и предоставляют сетевые службы. ESTABLISHED — это установленные соединения, то есть сетевые службы в процессе их использования.

## Проверка доступности сетевых служб
В случае обнаружения проблем с той или иной сетевой службой, для проверки её доступности используют различные средства диагностики, в зависимости от их наличия в данной ОС.
Одно из самых удобных средств — команда (утилита) tcptraceroute (разновидность traceroute), которая использует TCP-пакеты открытия соединения (SYN|ACK) с указанным сервисом (по умолчанию — web-сервер, порт 80) интересующего хоста и показывает информацию о времени прохождения данного вида TCP-пакетов через маршрутизаторы, а также информацию о доступности службы на интересующем хосте, либо, в случае проблем с доставкой пакетов — в каком месте пути они возникли.
В качестве альтернативы можно использовать отдельно
- traceroute для диагностики маршрута доставки пакетов (недостаток — использование UDP-пакетов для диагностики) и
- telnet или netcat на порт проблемной службы для проверки её отклика.